# Étienne Cayrol
Pour les articles homonymes, voir Cayrol.
Pas d'image ? Cliquez ici

a Compétitions nationales et continentales officielles uniquement.

Étienne Cayrol, né le 16 janvier 1898 à Perpignan (Pyrénées-Orientales) et mort le 2 octobre 1990 à Sainte-Marie (Pyrénées-Orientales), est un joueur français de rugby à XV évoluant au poste d'arrière.

## Biographie

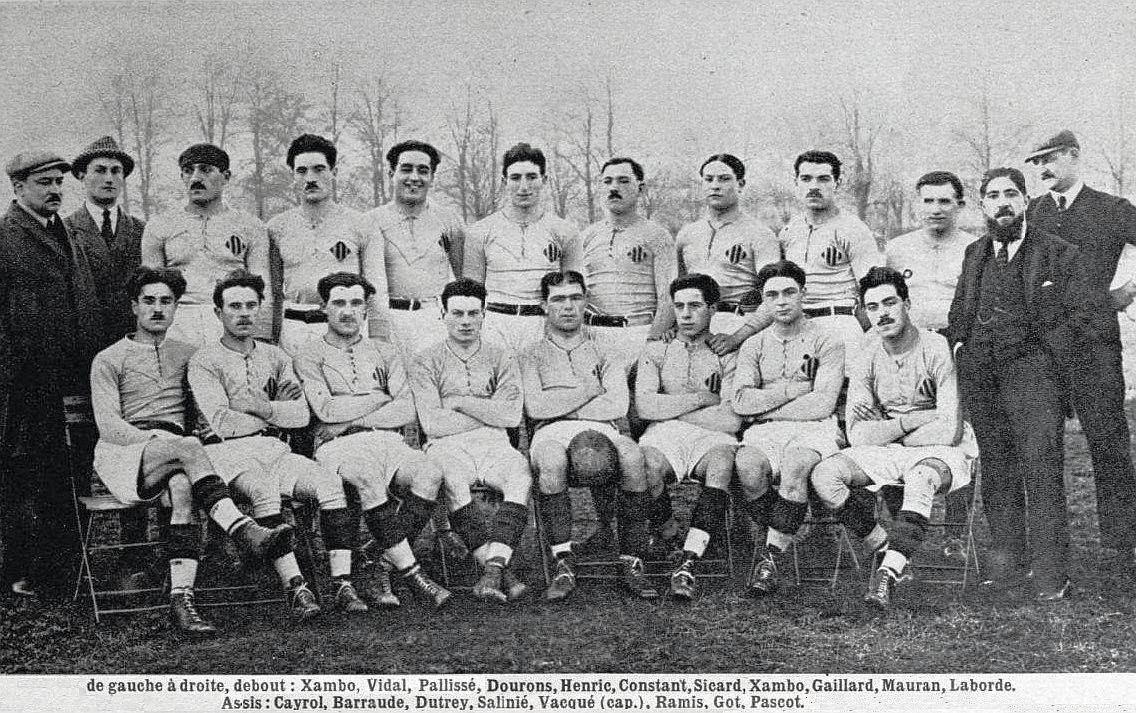
L'équipe de l'US Perpignan en mars 1921. Étienne Cayrol est le premier assis en partant de la gauche.

Étienne Cayrol naît le 16 janvier 1898 à Perpignan dans le département français des Pyrénées-Orientales.
Étienne Cayrol porte dans les années 1920 les couleurs de l'US Perpignan, et y remporte deux titres de champion de France en 1921 et 1925 et un titre de vice-champion en 1924. Il fait partie de l'équipe olympique française médaillée d'argent aux Jeux olympiques d'été de 1924 se tenant à Paris, mais il ne dispute aucun des deux matchs de la compétition,. Il exerce le métier de dessinateur.

## Palmarès

### En club
- Vainqueur du championnat de France en 1921 et 1925 avec l'US Perpignan.
- Finaliste du championnat de France en 1924 avec l'US Perpignan.

### En équipe nationale
- Médaillé d'argent aux Jeux olympiques d'été de 1924.